# Piper positum
Piper positum är en pepparväxtart som beskrevs av William Trelease. Piper positum ingår i släktet Piper och familjen pepparväxter. Inga underarter finns listade i Catalogue of Life.